# Seznam kulturních památek ve Vítkově (okres Opava)
Tento seznam nemovitých kulturních památek ve městě Vítkov v okrese Opava vychází z  Ústředního seznamu kulturních památek ČR, který na základě zákona č. 20/1987 Sb., o státní památkové péči, vede Národní památkový ústav jako ústřední organizace státní památkové péče. Údaje jsou průběžně upřesňovány, přesto mohou obsahovat i řadu věcných a formálních chyb a nepřesností či být neaktuální. 
Pokud byly některé části dotčeného území vyčleněny do samostatných seznamů, měly by být odkazy na tyto dílčí seznamy uvedeny v úvodu tohoto seznamu nebo v úvodu příslušné sekce seznamu.

## K. ú. Vítkov

### Vítkov
|  |  | Hledat fotografie a kategorie ve Wikimedia Commons podle rejstříkového čísla památky | Nahrát snímek k tomuto tématu do úložiště Wikimedia Commons |  |

|  | Kategorie „Cemetery church of the Assumption of Virgin Mary (Vítkov) “ na Wikimedia Commons | Hledat fotografie a kategorie ve Wikimedia Commons podle rejstříkového čísla památky | Nahrát snímek k tomuto tématu do úložiště Wikimedia Commons |  |

|  | Kategorie „Grave of Jan Zajíc “ na Wikimedia Commons | Hledat fotografie a kategorie ve Wikimedia Commons podle rejstříkového čísla památky | Nahrát snímek k tomuto tématu do úložiště Wikimedia Commons |  |

|  | Kategorie „Parish church of the Assumption of the Virgin Mary (Vítkov) “ na Wikimedia Commons | Hledat fotografie a kategorie ve Wikimedia Commons podle rejstříkového čísla památky | Nahrát snímek k tomuto tématu do úložiště Wikimedia Commons |  |

|  |  | Hledat fotografie a kategorie ve Wikimedia Commons podle rejstříkového čísla památky | Nahrát snímek k tomuto tématu do úložiště Wikimedia Commons |  |

|  |  | Hledat fotografie a kategorie ve Wikimedia Commons podle rejstříkového čísla památky | Nahrát snímek k tomuto tématu do úložiště Wikimedia Commons |  |

|  | Kategorie „Former brewery in Vítkov “ na Wikimedia Commons | Hledat fotografie a kategorie ve Wikimedia Commons podle rejstříkového čísla památky | Nahrát snímek k tomuto tématu do úložiště Wikimedia Commons |  |

### Podhradí
| Památka             | Fotografie                                              | Rejstříkové číslo v ÚSKP                                                             | Sídelní útvar                                               | Poloha                                            | Popis a poznámky                                       |
| ------------------- | ------------------------------------------------------- | ------------------------------------------------------------------------------------ | ----------------------------------------------------------- | ------------------------------------------------- | ------------------------------------------------------ |
| Vodárna (Q21034361) | \| \| \| \| \| \|                                       | 34742/8-2214 Pam. katalog MIS                                                        | Podhradí                                                    | parc. 2780 49°48′18,16″ s. š., 17°45′50,32″ v. d. | Vodárna · Zapsáno do státního seznamu před rokem 1988. |
|                     | Kategorie „Úpravna vody Podhradí “ na Wikimedia Commons | Hledat fotografie a kategorie ve Wikimedia Commons podle rejstříkového čísla památky | Nahrát snímek k tomuto tématu do úložiště Wikimedia Commons |                                                   |                                                        |

### Prostřední Dvůr
| Památka                          | Fotografie        | Rejstříkové číslo v ÚSKP                                                             | Sídelní útvar                                               | Poloha                                           | Popis a poznámky                                          |
| -------------------------------- | ----------------- | ------------------------------------------------------------------------------------ | ----------------------------------------------------------- | ------------------------------------------------ | --------------------------------------------------------- |
| Kaple svatého Josefa (Q38089026) | \| \| \| \| \| \| | 103780 Pam. katalog MIS                                                              | Prostřední Dvůr                                             | parc. 3110 49°47′7,92″ s. š., 17°47′18,79″ v. d. | Kaple sv. Josefa Památkově chráněno od 29. prosince 2009. |
|                                  |                   | Hledat fotografie a kategorie ve Wikimedia Commons podle rejstříkového čísla památky | Nahrát snímek k tomuto tématu do úložiště Wikimedia Commons |                                                  |                                                           |

## Klokočov
| Památka                            | Fotografie                                                          | Rejstříkové číslo v ÚSKP                                                             | Sídelní útvar                                               | Poloha                                          | Popis a poznámky                                        |
| ---------------------------------- | ------------------------------------------------------------------- | ------------------------------------------------------------------------------------ | ----------------------------------------------------------- | ----------------------------------------------- | ------------------------------------------------------- |
| Kostel svatého Ondřeje (Q37421736) | \| \| \| \| \| \|                                                   | 102159 Pam. katalog MIS                                                              | Klokočov                                                    | st. 114/1 49°44′51,25″ s. š., 17°44′29,8″ v. d. | Kostel sv. Ondřeje Památkově chráněno od 5. února 2007. |
|                                    | Kategorie „Church of Saint Andrew (Klokočov) “ na Wikimedia Commons | Hledat fotografie a kategorie ve Wikimedia Commons podle rejstříkového čísla památky | Nahrát snímek k tomuto tématu do úložiště Wikimedia Commons |                                                 |                                                         |

## Lhotka
| Památka                                  | Fotografie                                                                            | Rejstříkové číslo v ÚSKP                                                             | Sídelní útvar                                               | Poloha                                       | Popis a poznámky                                                |
| ---------------------------------------- | ------------------------------------------------------------------------------------- | ------------------------------------------------------------------------------------ | ----------------------------------------------------------- | -------------------------------------------- | --------------------------------------------------------------- |
| Kaple Povýšení svatého Kříže (Q37456845) | \| \| \| \| \| \|                                                                     | 102994 Pam. katalog MIS                                                              | Lhotka                                                      | st. 26 49°48′11,73″ s. š., 17°44′4,78″ v. d. | Kaple Povýšení sv. Kříže Památkově chráněno od 25. června 2008. |
|                                          | Kategorie „Chapel of the Exaltation of the Holy Cross (Lhotka) “ na Wikimedia Commons | Hledat fotografie a kategorie ve Wikimedia Commons podle rejstříkového čísla památky | Nahrát snímek k tomuto tématu do úložiště Wikimedia Commons |                                              |                                                                 |

## K. ú. Nové Těchanovice

### Nové Těchanovice
| Památka                             | Fotografie                                                                | Rejstříkové číslo v ÚSKP                                                             | Sídelní útvar                                               | Poloha                                 | Popis a poznámky |
| ----------------------------------- | ------------------------------------------------------------------------- | ------------------------------------------------------------------------------------ | ----------------------------------------------------------- | -------------------------------------- | --- |
| Kostel svatého Mikuláše (Q38037433) | \| \| \| \| \| \|                                                         | 104062 Pam. katalog MIS                                                              | Nové Těchanovice                                            | 49°48′29,22″ s. š., 17°42′51,79″ v. d. | Kostel sv. Mikuláše: - kostel, st. 36/1 - márnice, st. 36/2 - ohradní zeď, pp. 98 Památkově chráněno od 10. září 2010. |
|                                     | Kategorie „Church and cemetery in Nové Těchanovice “ na Wikimedia Commons | Hledat fotografie a kategorie ve Wikimedia Commons podle rejstříkového čísla památky | Nahrát snímek k tomuto tématu do úložiště Wikimedia Commons |                                        | |

### Zálužné
| Památka           | Fotografie        | Rejstříkové číslo v ÚSKP                                                             | Sídelní útvar                                               | Poloha                                        | Popis a poznámky                               |
| ----------------- | ----------------- | ------------------------------------------------------------------------------------ | ----------------------------------------------------------- | --------------------------------------------- | ---------------------------------------------- |
| Kaple (Q38229358) | \| \| \| \| \| \| | 103771 Pam. katalog MIS                                                              | Zálužné                                                     | st. 87 49°49′25,46″ s. š., 17°42′45,96″ v. d. | Kaple Památkově chráněno od 17. prosince 2009. |
|                   |                   | Hledat fotografie a kategorie ve Wikimedia Commons podle rejstříkového čísla památky | Nahrát snímek k tomuto tématu do úložiště Wikimedia Commons |                                               |                                                |